# Dieter Hildebrandt

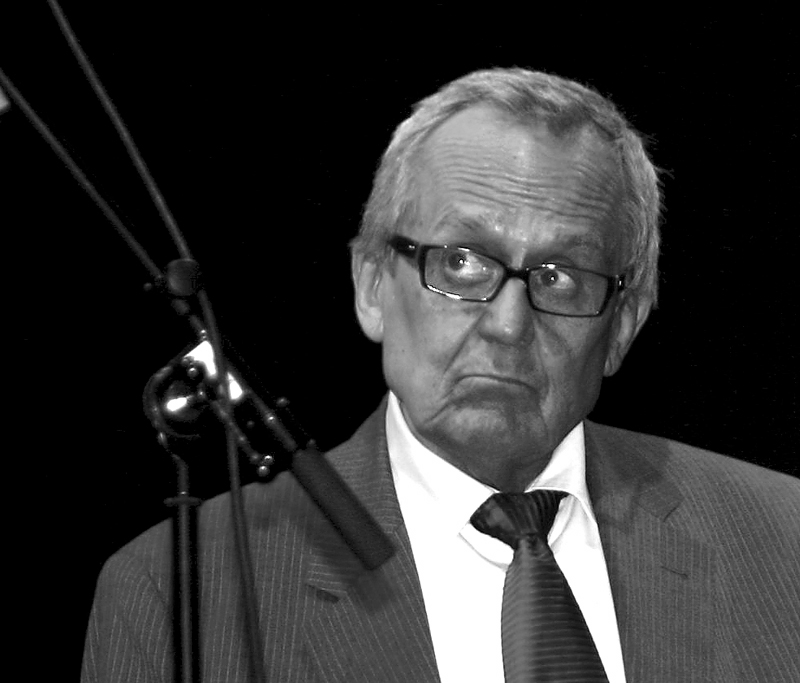
Dieter Hildebrandt, 2007

Dieter Hildebrandt (ur. 23 maja 1927 w Bolesławcu, zm. 20 listopada 2013 w Monachium – Niemcy) – niemiecki kabarecista, znany jako jeden z twórców programu satyrycznego Notizen aus der Provinz nadawanego na antenie ZDF w latach 1973–1979 oraz Scheibenwischer 1980–2008.